# 李余典
李余典（1958年1月27日—），臺灣新北市人，民主進步黨籍。中華科技大學二專部畢業，曾於民主進步黨擔任中央評議委員及成為終身黨員，曾任任務型國民大會代表、第14屆臺北縣議員，現任新北市議員。

## 個人背景
李余典出生於臺北縣（今新北市）三重地方政治家族，父親李火土曾任三重市市長，妻子黃書禹曾任三重市市民代表，女兒李旻蔚則曾於2020年代表台灣民眾黨參選立法委員落敗。李余典於中華科大二專畢業後，即投入政治公眾服務，曾當選國民大會代表、台北縣議員、連任三屆新北市議員（蘆洲區、三重區），在三蘆地區擔任後憲、重陽扶輪社、獅子會、愛心會等多間機構職務，亦為民主進步黨中評委及終身黨員。

## 政治參與
2002年及2005年，李余典曾兩次參選台北縣三重市市長，選舉結果皆未能當選。於台北縣改制為直轄市後，自2010年至2018年，李余典連續三屆代表民進黨參選三蘆地區直轄市議員，選舉結果皆成功贏得勝選。
2019年4月，李余典參與民進黨2020年新北市第三選舉區立法委員初選，挑戰時任立委余天，並於同月22日抽籤及執行電話民調，23日民調結果出爐，由山水、公信力、典通三家民調平均，李余典獲32.57%，余天獲37.41%，以4.84%差距挑戰失敗，未能代表民進黨參與該次選舉。
2020年3月4日，民進黨召開中評會，認定李余典於2019年間替民眾黨籍女兒李旻蔚輔選屬違紀行為，決議將其停權兩年，未來仍有機會於2022年代表民進黨參選議員。
2022年，再度被提名參選議員，並以20,484票當選第四屆新北市議員。

## 選舉紀錄
| 年度 | 選舉屆數               | 選舉區                 | 所屬政黨   | 得票數    | 得票率 | 當選標記 | 備註 |
| ---- | ---------------------- | ---------------------- | ---------- | --------- | ------ | -------- | ---- |
| 1998 | 第十四屆臺北縣議員選舉 | 臺北縣第五選舉區       | 無黨籍     | 10,493    | 6.34%  |          |      |
| 2002 | 第十一屆三重市市長選舉 | 臺北縣三重市           | 無黨籍     | 35,690    | 29.77% |          |      |
| 2005 | 任務型國民大會代表選舉 | 任務型國民大會代表選舉 | 民主進步黨 | 1,647,791 | 42.52% |          |      |
| 2005 | 第十二屆三重市市長選舉 | 臺北縣三重市           | 民主進步黨 | 90,440    | 47.84% |          |      |
| 2010 | 第一屆新北市議員選舉   | 新北市第三選舉區       | 民主進步黨 | 26,136    | 8.16%  |          |      |
| 2014 | 第二屆新北市議員選舉   | 新北市第三選舉區       | 民主進步黨 | 26,794    | 9.19%  |          |      |
| 2018 | 第三屆新北市議員選舉   | 新北市第三選舉區       | 民主進步黨 | 23,766    | 8.09%  |          |      |
| 2022 | 第四屆新北市議員選舉   | 新北市第四選舉區       | 民主進步黨 | 20,484    | 7.66%  |          |      |

## 外部連結
- 李余典的Facebook專頁